# The God of Gold
The God of Gold è un cortometraggio muto del 1912 diretto da Colin Campbell.

## Produzione
Il film fu prodotto dalla Selig Polyscope Company.

## Distribuzione
Distribuito dalla General Film Company, il film - un cortometraggio di una bobina - uscì nelle sale cinematografiche statunitensi il 12 dicembre 1912. Venne distribuito anche nel Regno Unito il 9 marzo 1913.